# Whittington, Lancashire
Whittington är en ort och civil parish i Storbritannien.   Den ligger i grevskapet Lancashire och riksdelen England, i den centrala delen av landet, 300 km nordväst om huvudstaden London. Whittington ligger 34 meter över havet och antalet invånare är 375.
Terrängen runt Whittington är kuperad åt nordost, men åt sydväst är den platt. Runt Whittington är det ganska tätbefolkat, med 155 invånare per kvadratkilometer. Närmaste större samhälle är Lancaster, 18,6 km sydväst om Whittington. Trakten runt Whittington består i huvudsak av gräsmarker.